# John Robert Ferris
John Robert Ferris (* 1957 in Kanada) ist ein emeritierter Professor für Geschichte der Universität Calgary.

## Leben
Ende der 1970er-Jahre studierte er an der Universität Alberta, bevor im Jahr 1980 seinen Master-Abschluss am King’s College London (KCL) erwarb. Im Jahr 1986 wurde er, ebenfalls am KCL, mit einer militärwissenschaftlichen Doktorarbeit zum PhD (Doctor  of Philosophy) promoviert. Diese wurde zur Basis seines ersten Buchs mit dem Titel The Evolution of British Strategic Policy 1919–1926, das 1988 veröffentlicht wurde. 
Bereits im Jahr 1987 war er zur Universität Calgary gewechselt, wo er nahezu vierzig Jahre lang zu militärstrategischen und nachrichtendienstlichen Themen forschte und lehrte. Er verfasste weitere Bücher und ist Autor, Koautor oder Editor von über sechzig wissenschaftlichen Publikationen. Diese umfassen insbesondere die Zeitspanne vom Ersten Weltkrieg über die jüngste Vergangenheit bis zum aktuellen Geschehen in der Gegenwart. Schwerpunkte sind unter anderem die kanadische und US‑amerikanische Außen- und Militärpolitik, die Kriege in Afghanistan und im Irak sowie Geheimdienste und Kernwaffen.
John Ferris ist Fellow am Centre for Military and Strategic Studies sowie der Royal Society of Canada.

## Schriften (Auswahl)
- The Evolution of British Strategic Policy 1919–1926 (Studies in Military and Strategic History). Palgrave Macmillan, 1988, ISBN 0-333-44840-5 (englisch).
- Behind the Enigma. Bloomsbury Publishing, 2020, ISBN 1-5266-0546-5 (englisch).